# ステージ・ドールズ

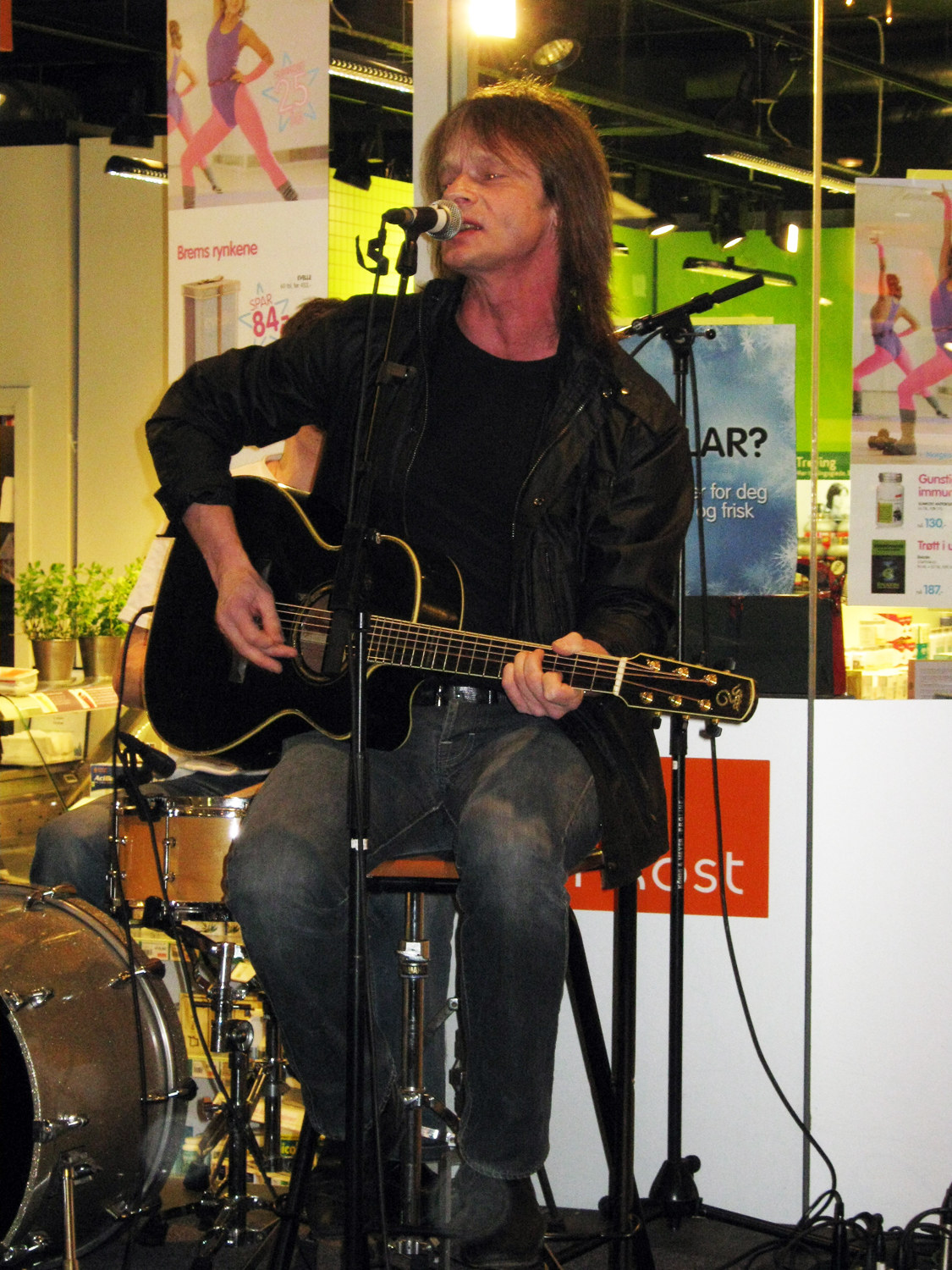
Torstein Flakne

ステージ・ドールズ（Stage Dolls）はノルウェーの3人組バンド。母国ノルウェーでは国民的バンドとして知られる。

## プロフィール
- 1985年 - SOLDIER'S GUNでデビュー

## ディスコグラフィー

### シングル
- Love Cries - 全米シングルチャートで最高46位を記録。

### アルバム
- Soldier's Gun (1985)
- Commandos (1986)
- Stage Dolls (1988)
- Stripped (1991)
- Stories We Could Tell (1993)
- Dig (1997)
- Good Times - The Essential Stage Dolls (2002)
- Get a Life (2004)
- Get a Live (2005) - live CD + bonus DVD
- Commandos (Remastered) (2006) - the 20th anniversary reissue
- Always (2010)

## 参照
- STAGE DOLLS/「ALWAYS」：ヘビーメタル/ハードロック新譜アルバムレビュー